# Павлов Юрій Анатолійович
Ю́рій Анато́лійович Па́влов (нар. 1962, м. Буськ, Львівська область) — генерал-майор[джерело?] ЗСУ, розвідник, начальник Головного управління розвідки Міністерства оборони України (березень 2014 — липень 2015).

## Біографія
У 1983 році закінчив Хмельницьке вище артилерійське командне училище імені Маршала артилерії М. Д. Яковлєва.
У 1984–1986 роках проходив службу на території Демократичної Республіки Афганістан.
У 1992 році закінчив Воєнно-дипломатичну академію Радянської армії, м. Москва.
З 1992 року по 2011 рік проходив службу у системі воєнної розвідки України.
З березня 2014 по липень 2015 обіймав посаду начальника Головного управління розвідки Міністерства оборони України.

## Нагороди
- орден Червоної зірки
- орден Святого Юрія Переможця (УПЦ КП; 2014)[2]

## Джерело
- Указ Президента

| Емблема Збройних сил України | Це незавершена стаття про військового чи військову Збройних сил України. Ви можете допомогти проєкту, виправивши або дописавши її. |